# Gazmend Husaj
Gazmend Husaj (Peć, 23 dicembre 1987) è un pallavolista albanese, schiacciatore dello Shabab Al-Ahli.

## Carriera

### Club
La carriera di Gazmend Husaj inizia in patria, nel campionato albanese, dove veste la maglia della squadra della sua città, il Peja Club. In seguito gioca nel Mabetex Pristina Tirana, poi nello Shkendia Tetovo, in Macedonia, nel campionato svizzero, dove ottiene il premio di MVP del torneo 2009-10 con il Chênois, e in Bahrein con l'Al-Muharraq.
Nel 2012 si trasferisce in Qatar, al Qatar SC, prima di essere ingaggiato per la stagione 2013-14 dal Piacenza, con cui vince la Coppa Italia, mentre nella stagione successiva passa al club turco del Maliye Milli Piyango, che lascia nella stagione 2015-16, passando all'İnegöl. Dopo quattro campionati complessivi in Turchia, si trasferisce in Francia nell'annata 2018-19, ingaggiato dal Tours, con cui vince la Coppa di Francia e lo scudetto; lascia quindi il campionato transalpino per la Grecia dove disputa la Volley League 2019-20 con l'Olympiakos.
Dopo aver disputato la stagione 2020-21 con il Bursa BB, nuovamente nella massima divisione turca, fa un'esperienza negli Emirati Arabi Uniti, dove difende i colori dello Shabab Al-Ahli. 

### Nazionale
Fa parte dal 2009 della nazionale albanese, con la quale ha ottenuto un riconoscimento individuale come miglior giocatore delle qualificazioni al campionato europeo del 2009.

## Palmarès

### Club
- Campionato francese: 1

2018-19
- Coppa di Francia: 1

2018-19
- Coppa Italia: 1

2013-14

### Premi individuali
- 2009 - Qualificazioni al campionato europeo: MVP
- 2010 - Lega Nazionale A: MVP